# Biotopo Sonnenberg Vegetazione Steppica Schlanderser Leiten
Biotopo Sonnenberg Vegetazione Steppica Schlanderser Leiten este o arie protejată (arie specială de conservare — SAC, sit de importanță comunitară — SCI) din Italia întinsă pe o suprafață de 25 ha, integral pe uscat.

## Localizare
Centrul sitului Biotopo Sonnenberg Vegetazione Steppica Schlanderser Leiten este situat la coordonatele 46°37′42″N 10°47′32″E / 46.6283°N 10.7923°E.

## Înființare
Situl Biotopo Sonnenberg Vegetazione Steppica Schlanderser Leiten a fost declarat sit de importanță comunitară în aprilie 2002 pentru a proteja 4 specii de animale. Situl a fost protejat și ca arie specială de conservare în noiembrie 2016.

## Biodiversitate
Situată în ecoregiunea alpină, aria protejată conține 2 habitate naturale: Roci stâncoase cu vegetație pionieră de Sedo-Scleranthion sau Sedo albi-Veronicion dillenii, Pajiști stepice subpanonice.
La baza desemnării sitului se află mai multe specii protejate:
- păsări (3): potârnichea de stâncă (Alectoris graeca saxatilis), sfrâncioc roșiatic (Lanius collurio), silvie porumbacă (Sylvia nisoria)
- mamifere (1): liliac cârn (Barbastella barbastellus)

Pe lângă speciile protejate, pe teritoriul sitului au mai fost identificate 19 specii de plante, 3 specii de păsări, 3 specii de mamifere, 4 specii de reptile.